# ¿Son o se hacen?
¿Son o se hacen? es una serie de televisión argentina del género de comedia, emitida por la pantalla de Canal 9 en 1998. La dirección es de Diego Kaplan y el libro es de Fernando Sily. Es protagonizada por Julieta Ortega, Walter Quiróz, Carolina Fal y Rodrigo de la Serna. También participaron de algunos capítulos como actores invitados Graciela Borges, Gianni Lunadei, Victoria Onetto y otros.
Si bien inicialmente no tuvo éxito en cuanto a público, rápidamente se convirtió en una serie de culto, ya que en la misma se trataba por primera vez en la televisión nacional el tema de la diversidad sexual en Argentina, presentando una mirada divertida y abierta sobre el tema.

## Sinopsis
El primer episodio mostraba situaciones de confusión a nivel sexual, primero entre los personajes de Teo (Walter Quiróz) y Jerónimo (Rodrigo de la Serna), los cuales sentían cierta atracción el uno por el otro. Más adelante la confusión vendría por parte de los personajes femeninos de la serie, Greta (Carolina Fal) y Abril (Julieta Ortega), quienes experimentan una relación lésbica sin llegar a mayores. Luego Abril terminaría teniendo una relación estable con el personaje de Federico Olivera, así como el personaje de Walter Quiróz terminaría teniendo una relación estable con Felipe (Iván González).

## Elenco
- Julieta Ortega ...Abril
- Walter Quiroz ....Teo
- Carolina Fal ... Greta
- Rodrigo de la Serna ..Jeronimo
- Coraje Ábalos ... Pavlovsky
- Alicia Aller ... Zulema
- Damián Dreizik ... Mario
- Federico Olivera ... Federico
- Iván González ... Felipe
- Pedro Segni ... Gabriel
- Romina Ricci

## Historia del ciclo
El último episodio de la serie fue emitido y presenciado por todo el elenco y fanes de la serie en una importante discoteca porteña de la época, Ave Porco. 
La serie fue levantada del aire no por la presión del índice de audiencia, sino por la falta de apoyo de parte de los anunciantes que la consideraban demasiado "desprejuiciada".